# Nhà thờ chính tòa Đức Mẹ Vô nhiễm Nguyên tội, Bắc Kinh
Nhà thờ chính tòa Đức Mẹ Vô nhiễm Nguyên tội (tiếng Trung: 圣母无染原罪堂), thường gọi là Nhà thờ Tuyên Võ Môn (tiếng Trung: 宣武门天主堂; bính âm: Xuānwǔmén Tiānzhǔtáng) hay là Nam Đường (tiếng Trung: 南堂, n.đ. 'Nhà thờ Nam'), là một nhà thờ nằm ở cuối đường Tuyên Võ Môn, thành phố Bắc Kinh, Trung Quốc. Nhà thờ hiện tại mang phong cách Tân Baroque, được xây cất vào năm 1904. Giám mục Giuse Lý Sơn, được bổ nhiệm vào năm 2007, là một trong những giám mục được công nhận bởi cả Tòa Thánh và Hội Công giáo Yêu nước Trung Quốc.
Từ năm 1996, trên danh sách địa điểm lịch sử và văn hóa chính được bảo tồn cấp độ quốc gia, dưới số mục lục 165.
Nhà thờ đã đóng cửa để sửa chữa kể từ ngày 10 tháng 12 năm 2018.

## Lịch sử

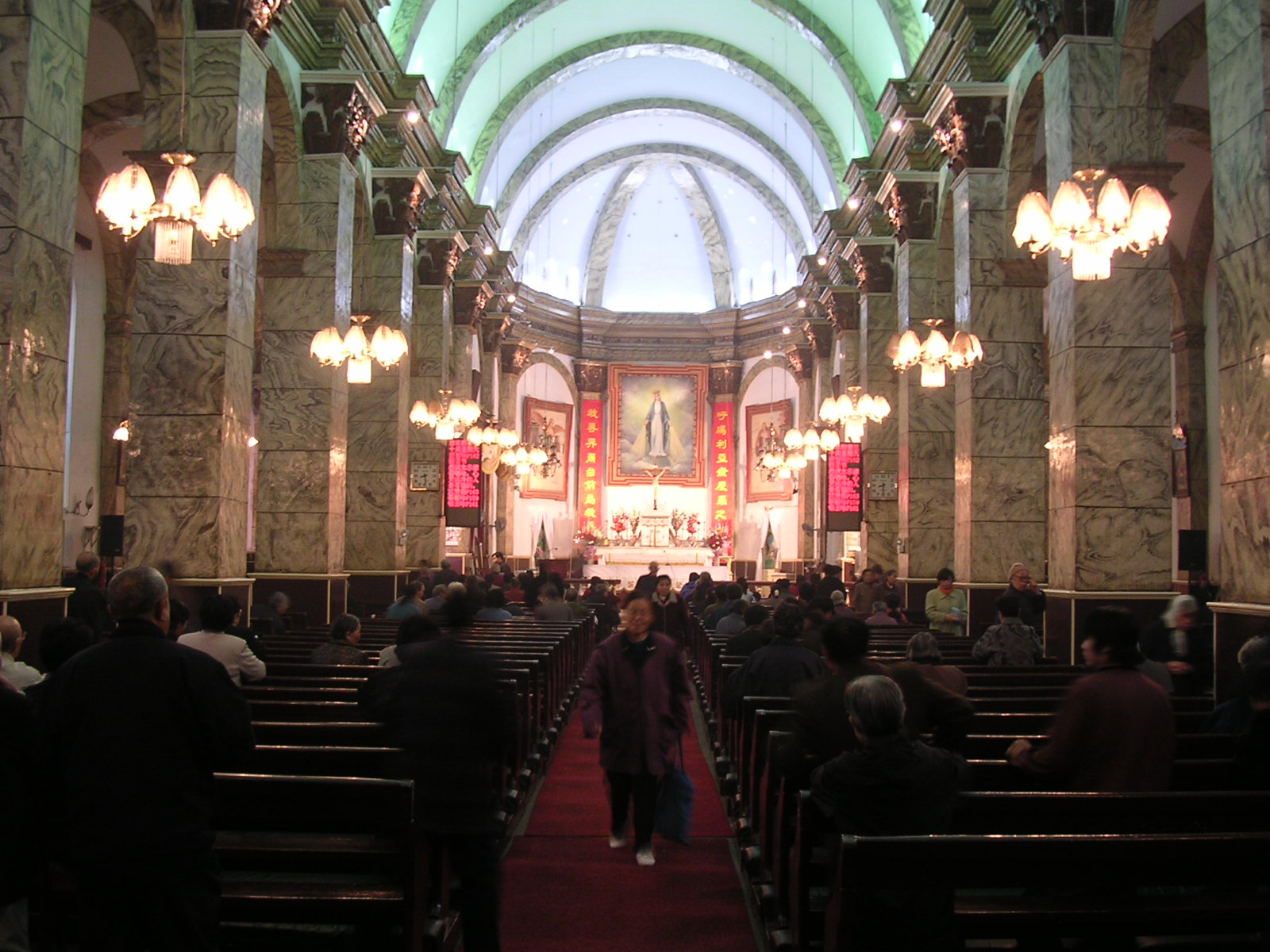
Nhìn từ trong

Nhà thờ hiện tại có từ năm 1904 và là lần trùng tu thứ tư. Nhà thờ đầu tiên ở Bắc Kinh được xây năm 1605 tức năm Vạn Lịch thứ 33, được mở rộng năm 1703, sau đó bị phá hủy bởi động đất năm 1720 và 1730, cháy năm 1775.
Lần trùng tu tiếp theo, tòa nhà thứ ba, được mở lại vào năm 1860 bởi giám mục người Pháp Joseph-Martial Mouly, đã bị san bằng vào ngày 14 tháng 6 năm 1900 trong Phong trào Nghĩa Hòa Đoàn.